# Cinquième Avenue
Pour les articles homonymes, voir Fifth Avenue (album).
Pour la chaîne de magasins, voir Saks Fifth Avenue.
La Cinquième Avenue (Fifth Avenue en anglais) est une artère importante de la ville de New York. 

## Situation et accès
Cette voie du centre de l'arrondissement de Manhattan, longe Central Park par l'est et parcourt le centre de Midtown. Comme Oxford Street à Londres ou les Champs-Élysées à Paris, elle est l'une des voies les plus connues du monde.
Elle est bordée de nombreux parcs et bâtiments historiques, et est l'un des symboles de la richesse de New York. Entre la 49e et la 60e rue, elle est longée de magasins de luxe, et est régulièrement classée parmi les rues commerçantes les plus chères du monde, en concurrence à New York avec Park Avenue. Il est difficile de classer les avenues selon leur valeur réelle du fait des fluctuations des taux de change qui placent tantôt les rues de Paris, Londres et Tokyo en tête du palmarès. La section commerciale de la Cinquième Avenue est ainsi classée deuxième espace le plus cher au monde en termes de prix au mètre carré pour des locaux commerciaux, derrière Sloane Street à Londres.
Les plus importants musées de la ville, tels le Metropolitan Museum of Art, le Guggenheim, ou The Frick Collection, se trouvent sur l'avenue, qui pourtant, considérée dans son ensemble, ne se distingue pas fondamentalement des autres avenues de Manhattan. Cette concentration d'édifices culturels à reçu le nom de Museum Mile.
Aujourd'hui, la Cinquième Avenue débute au Washington Square Park dans le sud de Manhattan, s'étend dans l'ensemble de Midtown, puis vers le nord le long de Central Park (qui ne l'interrompt pas, contrairement aux Sixième et Septième Avenues) jusqu'à l'Upper East Side, puis Harlem, où elle s'achève au bout de 10,97 kilomètres (6,81 miles) au niveau de la Harlem River.

## Origine du nom
La Cinquième Avenue, tire son nom tout simplement de sa position dans le plan en damier de Manhattan établi en 1811. Elle est la cinquième avenue orientée nord-sud à partir de l'est de l'île.

## Historique

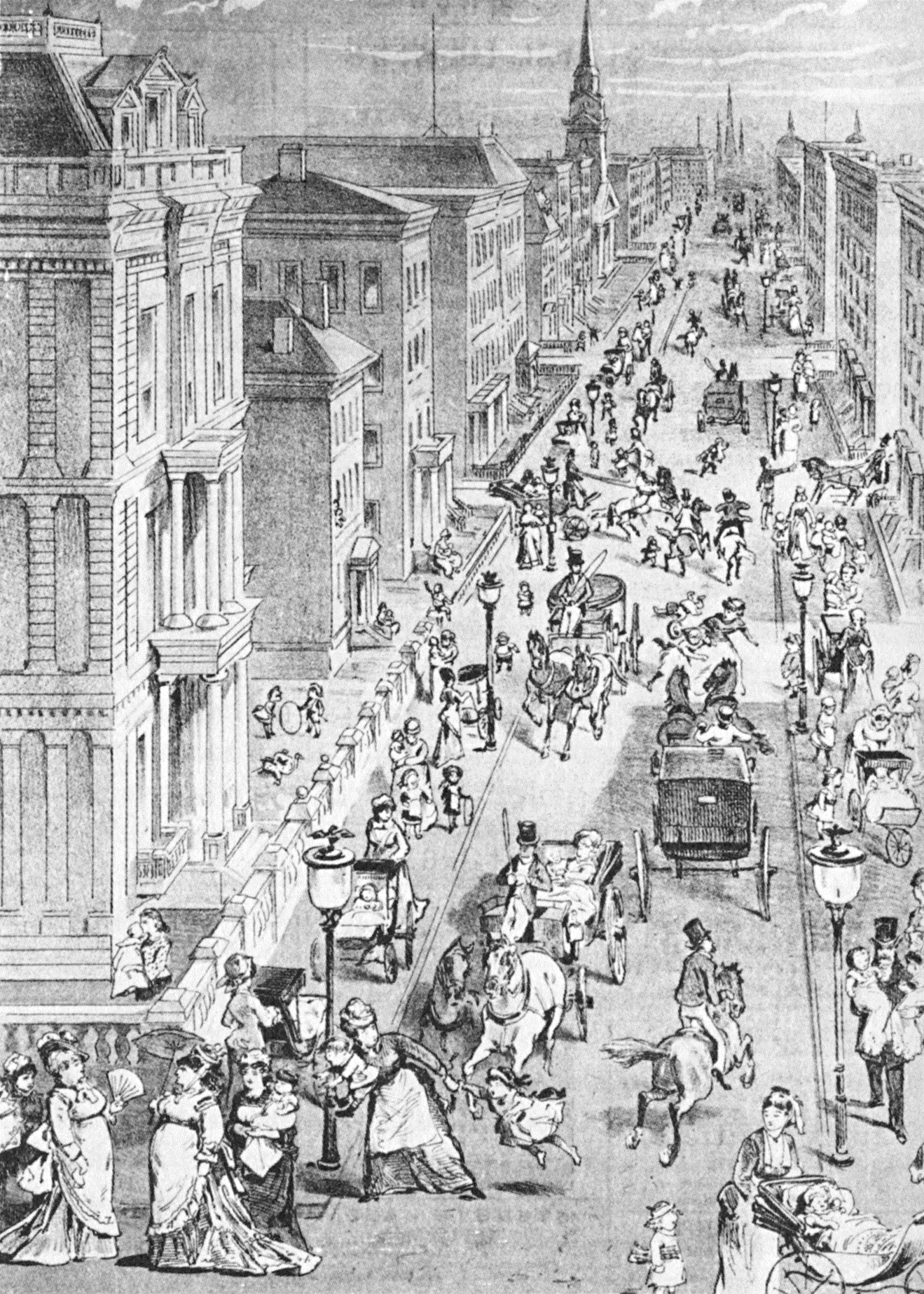
La Cinquième Avenue en 1878. Illustration de The Wickedest Woman in New York: Madame Restell, the Abortionist.

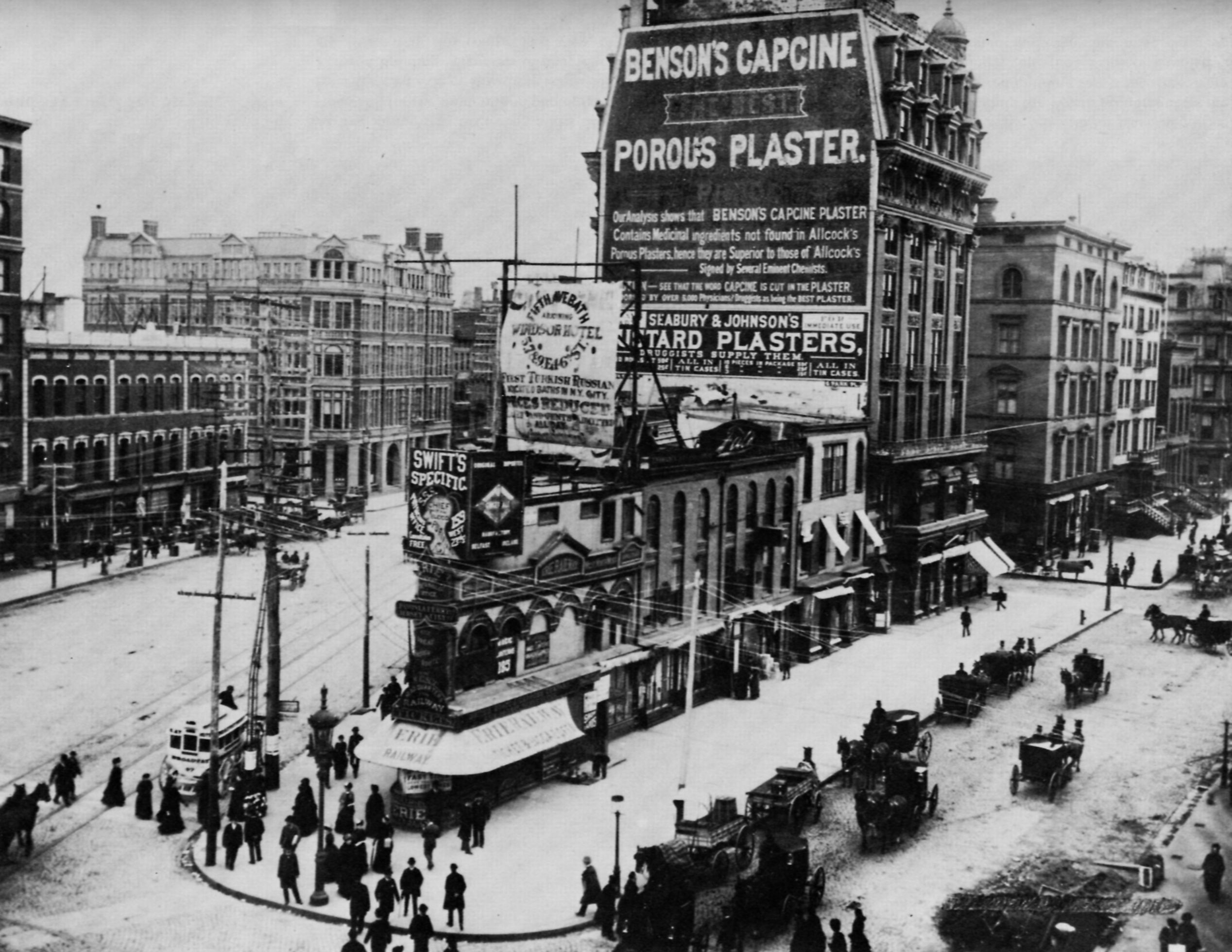
La Cinquième Avenue, entre Broadway et la, en 1884. Le Flatiron sera construit à cet emplacement.

C'est à partir de 1811 que New York se dote d'un plan urbain avec des rues tracées au cordeau. La Cinquième Avenue est alors comme toutes les autres en terre et il faut attendre 1824 avant qu'elle ne commence à être pavée. Elle est d'abord surtout commerciale, les riches familles étant alors basées à Broadway. En 1840, la famille Rhinelander s'installe au no 40 de l'avenue, inaugurant la construction des grandes demeures bourgeoises de style néo-gothique le long de la voie, attirées par la proximité avec le poumon végétal que constitue le Washington Square Park. Central Park est inauguré en 1857 et le Metropolitan Museum of Art en 1870.
L'importance relative de la Cinquième Avenue se confirma en 1862 lorsque Caroline Schermerhorn Astor, figure prééminente de la ville, s'installa au coin sud-ouest de la 34e Rue. Ainsi, la fin de la prééminence du résidentiel sur l'avenue se manifesta en 1893 avec la construction de l'Astoria Hotel sur le lieu de l'ancienne maison d'Astor, qui fusionna ensuite avec un hôtel voisin pour former le Waldorf-Astoria, à l'endroit où l'Empire State Building est aujourd'hui construit. La Cinquième Avenue fut par ailleurs le théâtre de l'œuvre d'Edith Wharton L'Âge de l'innocence (The Age of Innocence), lauréat du prix Pulitzer en 1920. L'œuvre décrit en effet l'élite de New York dans les années 1870 et offre un contexte historique à la Cinquième Avenue et aux familles aristocratiques new-yorkaises de l'époque.
L'arrivée de la famille Vanderbilt, « nouveau riche », sur l'avenue est mal considérée par les Astor, à la tête de la société mondaine new-yorkaise. Pour se faire accepter, Alva Vanderbilt organise donc une somptueuse soirée costumée le 26 mars 1883, auxquelles se pressent les grands noms de la ville. Le succès de cette nuit qui aura coûté l'équivalent de 6 millions de dollars de 2021 marque un tournant dans la haute société, où la fortune prime désormais sur le nom.

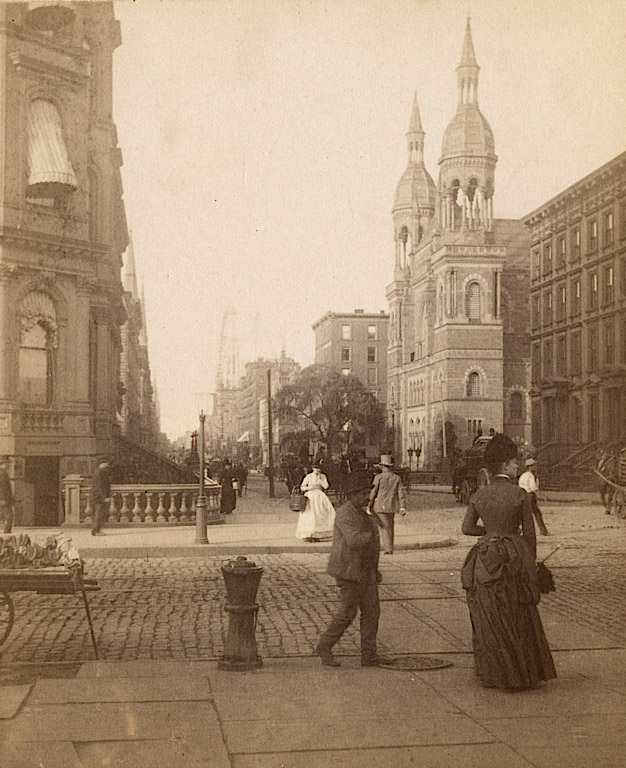
Robert L. Bracklow (1849–1919), Fifth Avenue at 42nd Street, New York, USA, September 1, 1888, albumen print cabinet card, Department of Image Collections, National Gallery of Art Library, Washington, D.C.

À l'origine, Fifth Avenue était une artère plus étroite, et la majorité de la partie de la Cinquième Avenue située au sud de Central Park fut élargie en 1908, ce qui sacrifia ses larges trottoirs au profit d'un trafic toujours plus dense. Les blocs de Midtown, aujourd'hui majoritairement commerciaux, formaient pour la plupart des ensembles résidentiels jusqu'au début du XXe siècle. Le premier bâtiment commercial de la Cinquième Avenue fut construit par Benjamin Altman, qui acheta le terrain situé au coin nord-est de la 34e Rue en 1896 et détruisit le Marble Palace (littéralement « palais de marbre ») de son rival de l'époque, Alexander Turney Stewart. En 1906, son grand magasin, B. Altman and Company, occupait l'ensemble de son bloc. La conséquence de ce mouvement fut la création d'un immense quartier commercial qui attirait les femmes de la haute société ainsi que les magasins de luxe qui désiraient les servir. Le principal magasin de la chaîne Lord & Taylor est toujours situé sur la Cinquième Avenue, près de l'Empire State Building et de la New York Public Library.
Le développement des commerces pousse les résidents à s'installer plus au nord, une partie de leurs manoirs étant récupérés par des entreprises, comme le Cartier Building récupéré par Cartier. Au début du XXe siècle, les habitants les plus riches de New-York migrèrent en effet le long de la Cinquième Avenue, surtout entre la 59e Rue et la 96e Rue, c'est-à-dire le long de Central Park. Cet espace comprend de nombreux bâtiments célèbres et notables, dont la plupart furent construits dans les années 1920 par des architectes tels que Rosario Candela ou J. Carpenter. De très rares bâtiments construits après la Seconde Guerre mondiale tels que le musée Solomon R. Guggenheim qui s'étend entre la 88e Rue et la 89e Rue brisent le front des habitations en calcaire.
Il existe une association de la Ve Avenue, créée en 1917, qui rassemble plusieurs de ses grands propriétaires fonciers et retrace son histoire.

## Bâtiments remarquables et lieux de mémoire

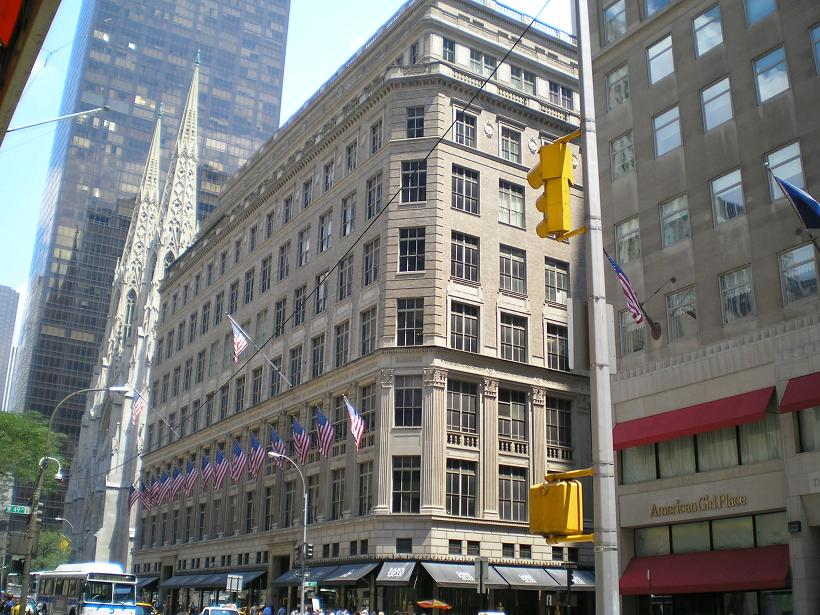
La Cinquième Avenue au niveau du magasin Saks (au premier plan) et de la cathédrale Saint-Patrick (au second plan).

La richesse de la Cinquième Avenue s'étend bien au-delà des simples boutiques de luxe qui la bordent. Ainsi l'avenue regroupe également un nombre important de monuments illustres de la ville, parmi les plus appréciés des touristes. À l'angle de la 110e Rue se trouve le Duke Ellington Circle, place circulaire avec une statue en l'honneur de Duke Ellington. D'autre part, elle est également le théâtre de nombreuses parades qui ont lieu à diverses dates dans l'année. L'une des plus belles résidences de la ville, 834 Fifth Avenue, est également située dans la zone. Légèrement plus haut se trouvent 993 Fifth Avenue, 995 Fifth Avenue et 997 Fifth Avenue, qui sont également considérés comme les plus belles résidences grâce à leurs emplacements.

### Bâtiments célèbres

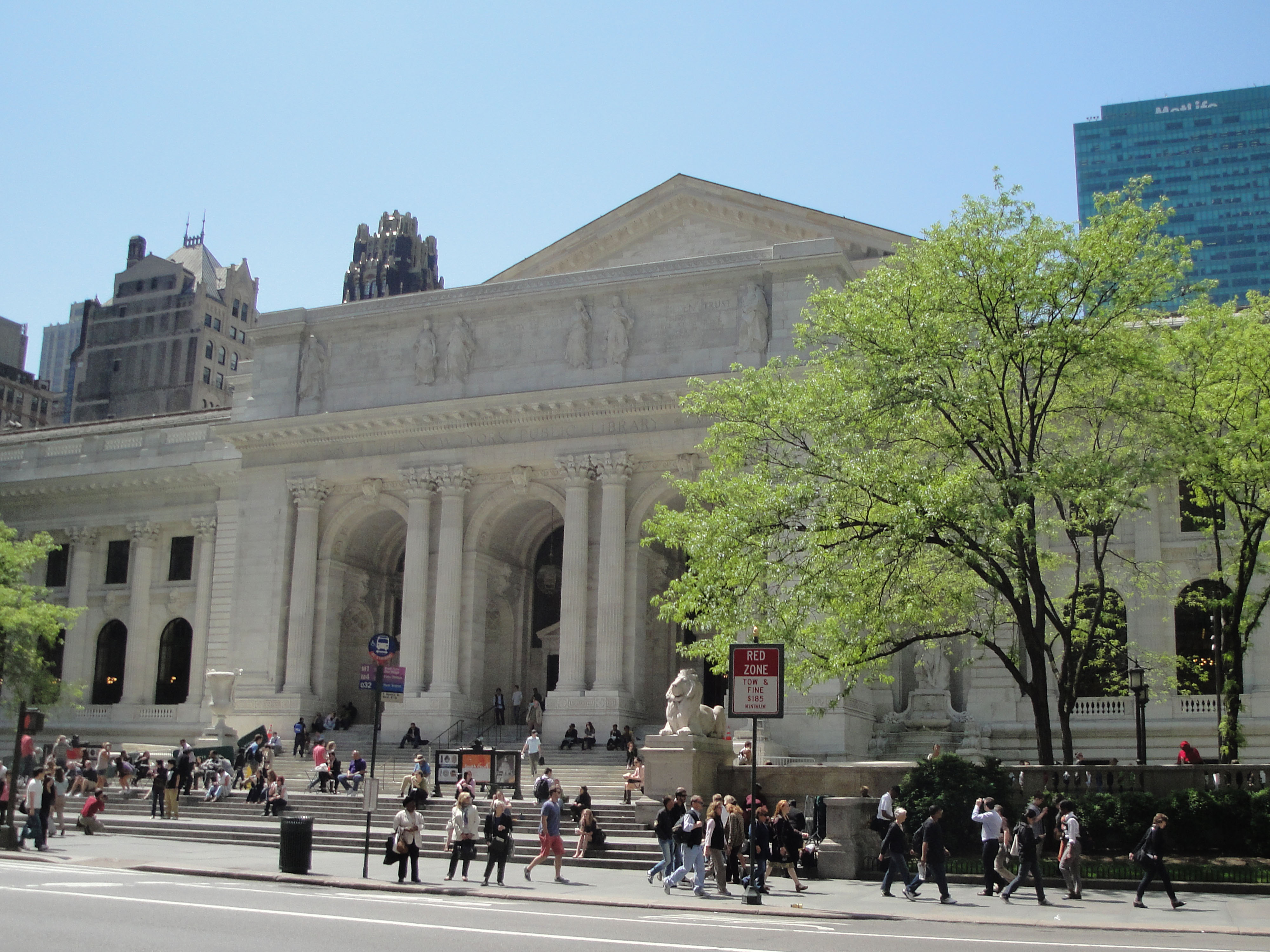
La New York Public Library.

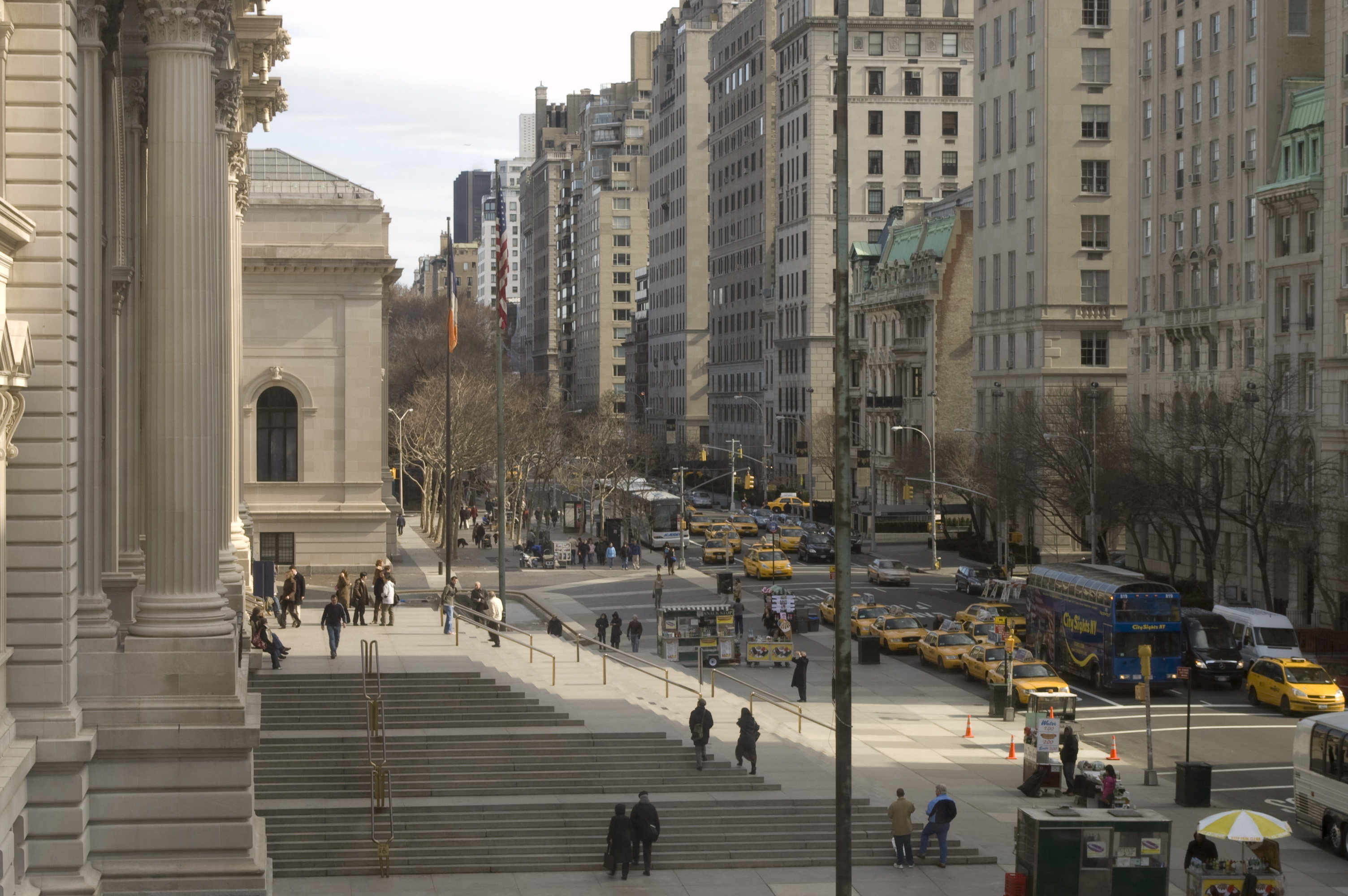
Une partie du « Museum Mile », vue depuis le Metropolitan Museum of Art.

De nombreux lieux touristiques et bâtiments célèbres sont donc situés le long de la Cinquième Avenue, dans Midtown pour l'essentiel, mais aussi dans l'Upper East Side. Du sud de Manhattan à Central Park, on retrouve donc pour ne citer qu'eux le Flatiron, l'Empire State Building, la New York Public Library, le Scribner Building, le Rockefeller Center, la cathédrale Saint-Patrick, l'église presbytérienne de la Cinquième Avenue ainsi que la Trump Tower.
L'Académie de médecine de New York (New York Academy of Medicine) ainsi que l'hôpital Mont Sinaï sont respectivement situés sur la 103e et la 98e Rues.
La rue est aussi bordée par les hôtels de luxe The Pierre et St. Regis.

### Musées
Museum Mile est le nom donné à une section de la Cinquième Avenue qui court de la 82e à la 110e Rue dans l'Upper East Side,, dans une zone parfois dénommée Upper Carnegie Hill. Il s'agit d'une des concentrations d'édifices culturels les plus denses au monde, distribuée sur trois blocs d'un peu plus d'un mile (1,6 km). Les musées sont situés le long de cette section.
On y retrouve le Metropolitan Museum of Art, le musée Solomon R. Guggenheim ainsi que The Frick Collection. Au début du XIXe siècle, ce même espace était surnommé « Millionaire's Row », du fait de la concentration de manoirs dans la zone, étant donné que de nombreux New-Yorkais migrèrent au nord en face de Central Park. D'autres résidences furent construites dans les années 1950, y compris au sud du parc.

### Les magasins de luxe

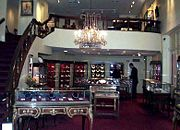
Intérieur de À la vieille Russie.

Entre la 34e Rue et la 60e Rue, les enseignes parmi les plus prestigieuses au monde y possèdent une boutique voire un grand magasin. On peut ainsi citer parmi les plus illustres Tiffany & Co., Cartier, Burberry, Ermenegildo Zegna, Gucci, Louis Vuitton, Chanel, Brooks Brothers, Prada, Hermès, Ferragamo, Bulgari, Emilio Pucci, Armani Exchange, Coach Inc., Escada, Dior, Victoria's Secret, Lacoste, Fendi, Sephora, Versace, Kenneth Cole, Saks Fifth Avenue, H. Stern, Takashimaya, Harry Winston, Henri Bendel, Emanuel Ungaro, Peter Fox, Banana Republic, Hugo Boss, Bergdorf Goodman et Abercrombie & Fitch. Ainsi, des marques de luxe prestigieuses installées plus anciennement côtoient des enseignes de prêt à porter plus récentes, drainant une clientèle plus diverse. C'est à ce titre une artère commerciale et touristique majeure de la ville.
D'autres grands magasins possèdent une enseigne sur la Cinquième Avenue, comme Apple, dans un immense Apple Store ouvert tous les jours de l'année, 24 heures sur 24, ou encore FAO Schwarz, le plus grand magasin de jouet de la planète, devant le Toys “R” Us de Times Square.
Au no 715, l'industrielle des cosmétiques Helena Rubinstein ouvre son troisième institut new-yorkais en 1937, « décoré avec des statues africaines, des bas-reliefs de marbre, de nombreux tableaux et des peintures murales de Giorgio de Chirico » note le musée d'Art et d'Histoire du judaïsme, sa biographe Michèle Fitoussi citant également « des marbres d'Elie Nedelman, un tapis de Fernand Léger, des lampes de Jean-Michel Frank et des dessins de Modigliani ». Le bâtiment est conçu sous la direction de l'architecte Harold Sterner,.

### Parades
La Cinquième Avenue a servi durant toute son histoire de lieu de manifestations et de parades : 
- au début du XXe siècle, les suffragettes défilent pour obtenir le droit de vote ;
- le 4 décembre 1905 : cent mille Juifs manifestent contre les violences tsaristes en Russie[10] ;
- le 28 juillet 1917 : marche contre le racisme[11] ;
- en juin 1927 : l'aviateur Charles Lindbergh y est accueilli par une foule nombreuse[4]
- en 1945 : des soldats y défilent pour la fin de la Seconde Guerre mondiale[4]
- en 1958 : première parade portoricaine ;
- le 2 mars 1962 : l'astronaute John Glenn y est célébré[4] ;
- la parade annuelle de la fête de la Saint-Patrick.

En 1961, la Cinquième Avenue passe en sens unique de circulation, du nord vers le sud.

## La Cinquième avenue dans les arts

Dans la peinture
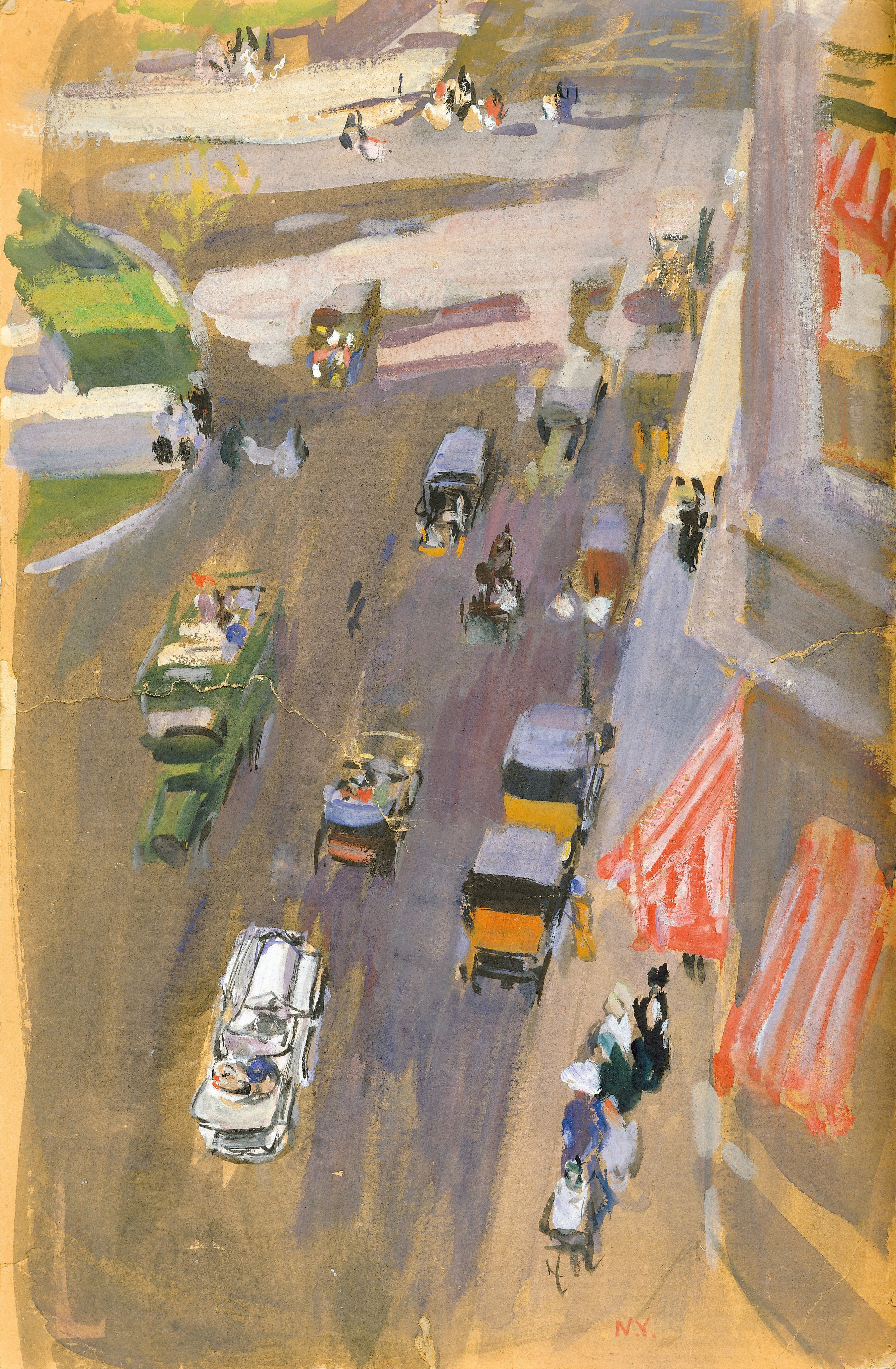
Cinquième Avenue, New York, 1911 Joaquin Sorolla Musée Sorolla, Madrid.
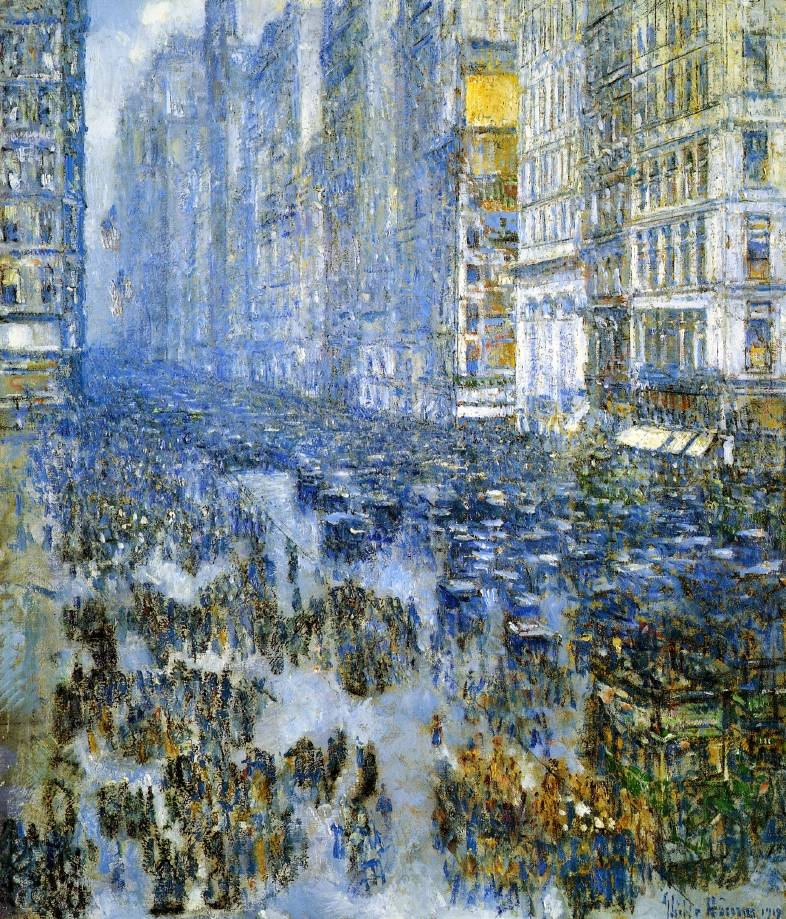
Fifth Avenue, 1919 Childe Hassam.

### Au cinéma

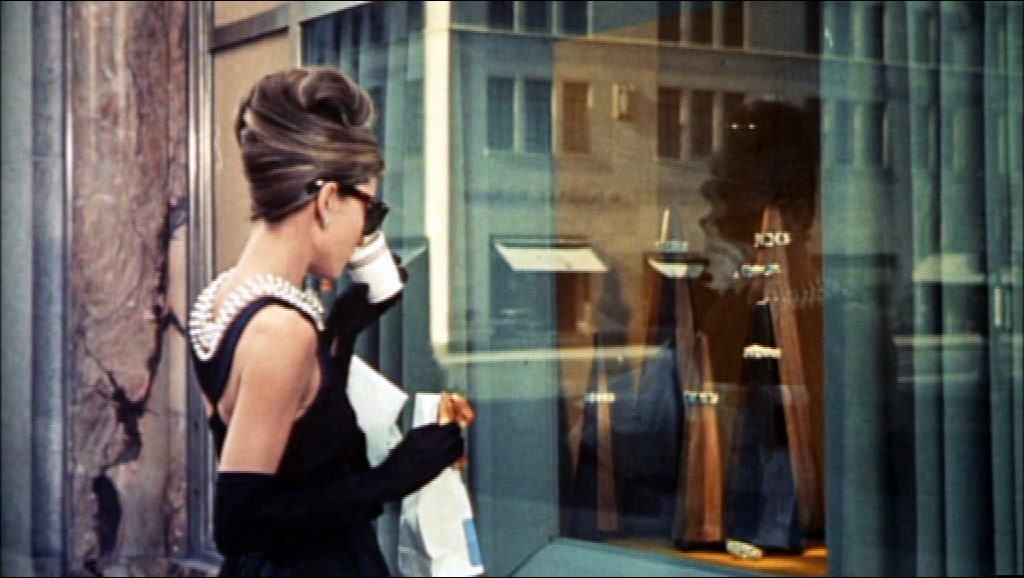
Audrey Hepburn, alias Holly Golightly, devant la vitrine Tiffany's.

- 1961 : Diamants sur canapé (Breakfast at Tiffany's) de Blake Edwards. Une scène célèbre figure l'héroïne incarnée par Audrey Hepburn faisant du lèche-vitrine, un matin, devant le magasin Tiffany[3],[2].

### Dans les jeux vidéo
- L'avenue apparaît dans les jeux vidéo GTA 4 et GTA Chinatown Wars sous le nom de Columbus Avenue.